# Oxxxymiron
Mirón Yánovich Fiódorov (en ruso: Мирон Янович Фёдоров, Leningrado (la actual San Petersburgo), 31 de enero de 1985)  es un cantante de hiphop, más conocido por el nombre artístico de Oxxxymiron. Es uno de los raperos más importantes de los últimos años en Rusia, y otros países vecinos como Bielorrusia, países bálticos o Ucrania.

## Biografía
Mirón Fiódorov nació el 31 de enero de 1985 en Leningrado, la actual San Petersburgo, en la extinta URSS. Su familia es parte de la comunidad de judíos rusos, su padre es un físico teórico  y su madre es una bibliotecaria. Con los años, se tatuará en el cuello el número 1703, que fue el año de creación de la ciudad.
Cuando Fiódorov tenía 9 años, sus familiares emigraron a Rüttenscheid, Alemania. Durante sus estudios, Mirón tuvo una relación tensa con sus compañeros de clase debido a los insuficientes recursos económicos de su familia y su pobre dominio del idioma alemán. A la edad de 13 años, Fiódorov empezó a escribir letras y rap en alemán y ruso bajo el nombre MC Mif (de Mirón Fiódorov).
Ya a la edad de 15 años, la familia se mudó a Slough, Reino Unido. En 2004, Mirón Fiódorov empezó estudiar en la Universidad de Oxford en filología inglesa del Medievo. Durante sus estudios Fiódorov era el presidente de la comunidad rusa de Oxford. En 2006, se le diagnosticó con desorden bipolar y tuvo que parar de estudiar. Aun así continúo estudiando después de descansar una temporada. En junio de 2008, se graduó en la universidad con un título académico de filología inglesa del medievo.
Después de la universidad, Fiódorov se mudó a East End de Londres, donde retomó su carrera musical bajo el nombre de Oxxxymiron. El nombre está derivado de su primer nombre Mirón, del recurso retórico del oxímoron y la triple X, por el uso abundante del lenguaje soez de sus letras. No fue capaz de encontrar un trabajo debido a su sobrecualificación y trabajó como cajero, traductor, guía turístico, tutor o empleado de oficina.

### Optik Rusia (2008-2010)
En 2008, después de una interrupción de siete años, Oxxxymiron publica una nueva canción London against all (Londres Contra Todos, en ruso: Лондон против всех). En el mismo año se une a la discográfica alemana Optik Rusia, donde se reunió Dmitri Jínter aka Schokk. En 2008, Oxxxymiron publicó su primer video musical, I'm a Hater (Soy un Hater, en ruso: Я хейтер).
En 2009, Oxxxymiron participó en la 14.ª batalla independiente de Hip-hop.ru y logró llegar a semifinales. Gana varias nominaciones (la Mejor Batalla MC, el Breakthrough de la Batalla, el Más Sparring de la Batalla, la Mejor Canción de la Batalla) en los premios por votación popular de Hip-hop.ru.
En agosto de 2010, Oxxxymiron y Schokk abandonan Optik Rusia.

### Vagabund (2011)
En otoño de 2010, Oxxxymiron y Schokk visitan varios países de la Comunidad de Estados Independientes. El 18 de junio de 2011, Oxxxymiron, Schokk e Iván Karoy -alias Vania Lenin- fundan el grupo Vagabund (en alemán Vagabond).
El 15 de septiembre de 2011, Vagabund publicó el  primer álbum The Eternal Jew (El Eterno Judío, en ruso: Вечный жид), con muchas críticas positivas.
El 30 de octubre, Vagabund dio el último concierto. El 1 de noviembre, Oxxxymiron deja el grupo debido al conflicto entre los miembros del grupo y el rapero de Moscú, Roma Zhigán. En uno de los más dramáticos incidentes, Mirón y otro compañero cantante fueron tomados como rehenes por un grupo de hombres que les amenazaron con una pistola y los forzaron a pedir disculpas por insultar a Roma Zhigán, un conocido rapero nacionalista que ha escrito letras elogiando al presidente ruso Vladímir Putin. Oxxxymiron no se ve a sí mismo como un "rapero de la oposición", a diferencia de otros raperos rusos que elogian o critican el gobierno de Putin. En su opinión: "el arte se devalúa si se hace político".

### miXXXtape (2012—2014)

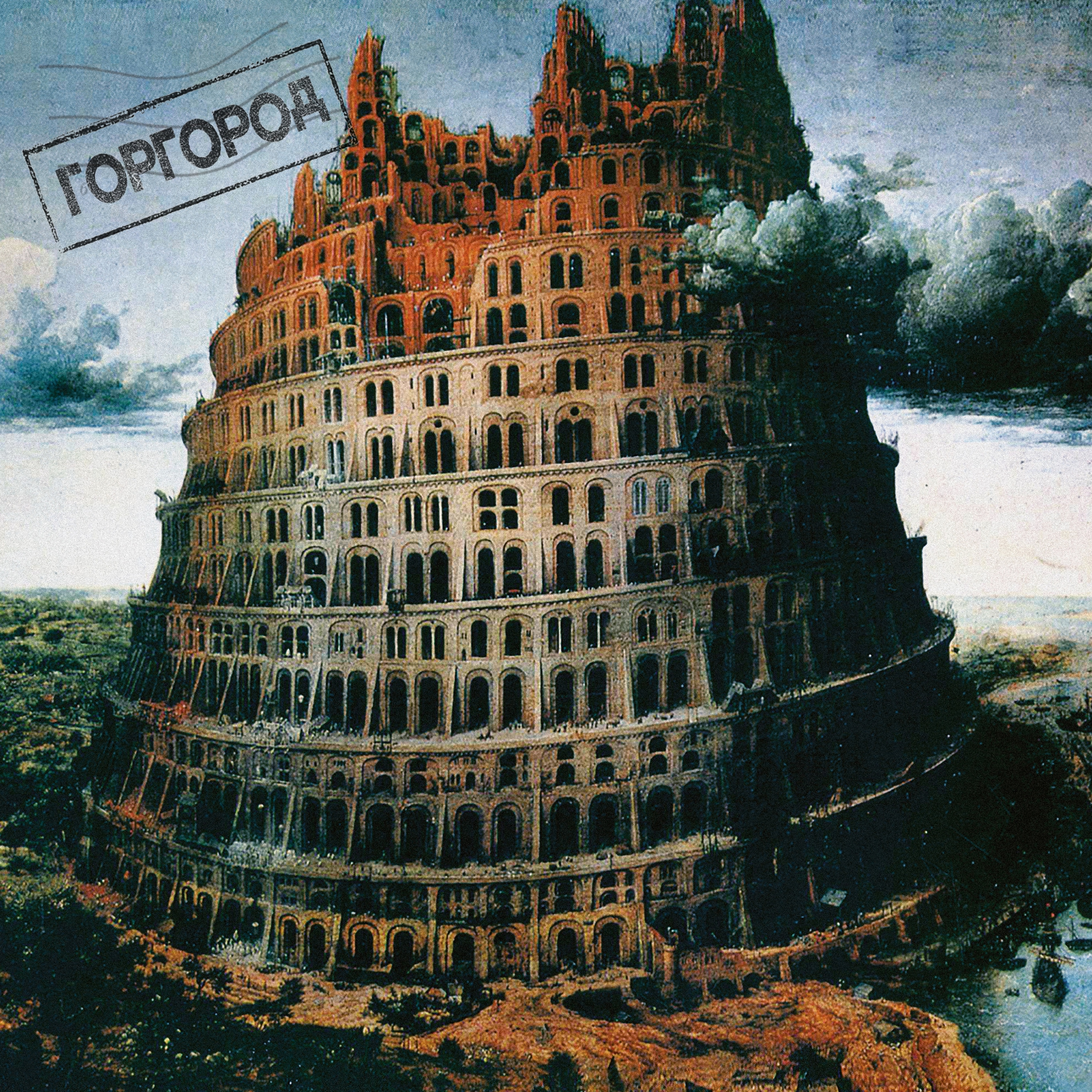
Portada de Gorgorod

El 12 de marzo de 2012, publica miXXXtape I, el cual incluye una selección de canciones grabadas durante los años 2008-2011. El 18 de octubre de 2013, presenta miXXXtape II: Long way home  (en ruso miXXXtape II: Долгий путь домой) con canciones de los dos últimos años y una re mezcla de las batallas de Oxxxymiron contra el cantante Krip-un-Krip.
El 8 de agosto de 2014, aplaza la publicación de su segundo álbum de manera indefinida, tras avisar antes de que se presentaría el 14 de agosto.

### Gorgorod (2015)
El 25 de agosto de 2015, se publica el videoclip  Londongrad (en ruso: Лондонград) como una introducción o presentación de la serie de televisión Londongrad, basada en la propia vida de Mirón en Londres antes de retomar su carrera como rapero. El 21 de septiembre, publicó el video musical City under Sole (Ciudad bajo la suela, en ruso: Город под подошвой) el cual obtuvo 2 millones de visualizaciones en una semana.  

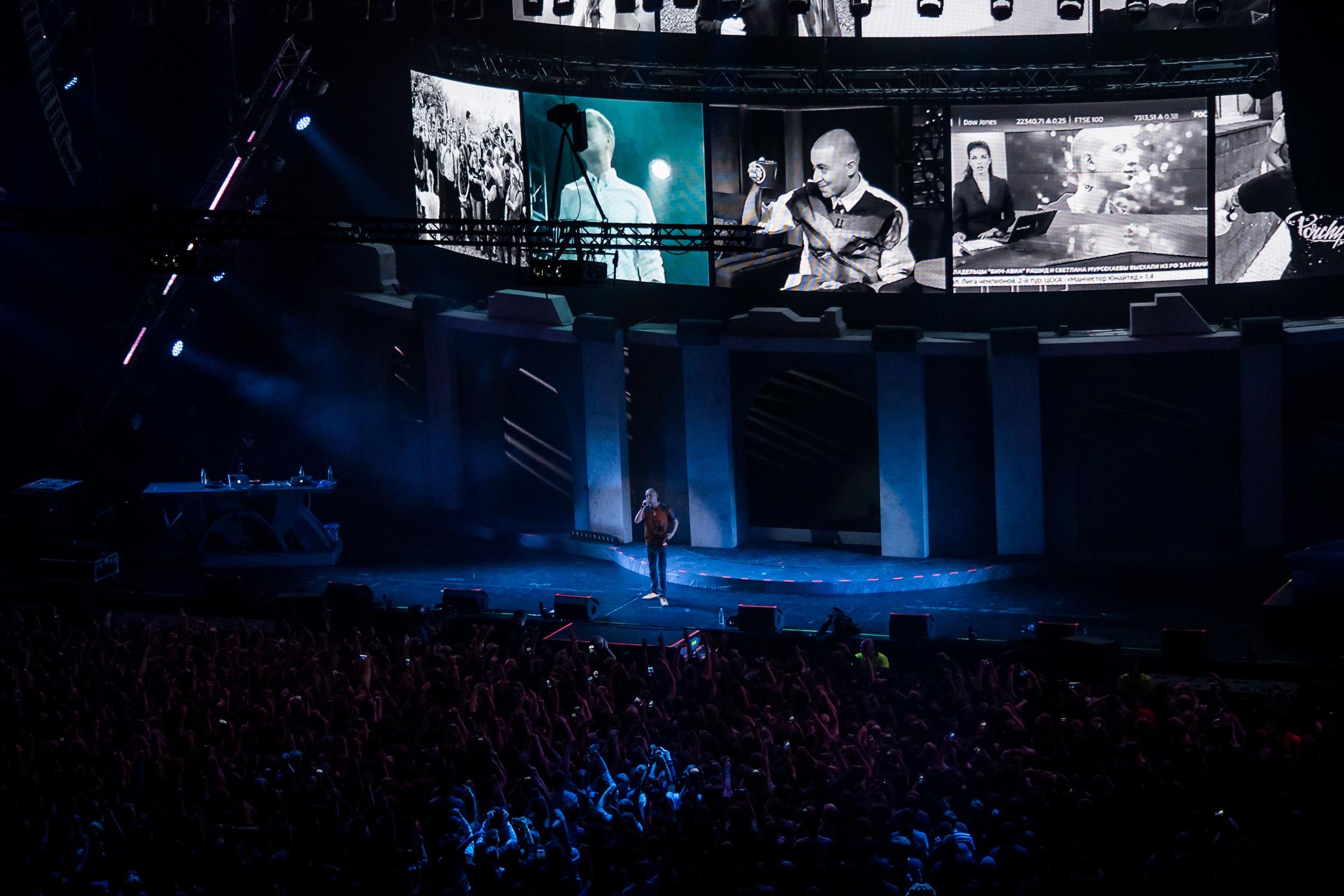
Oxxxymiron en el Palacio de Hielo de San Petersburgo, el 28 de octubre de 2017.

La batalla contra el rapero Johnyboy del año 2015 tiene casi 33 millones de visitas a fecha de 2017. El video causó una controversia política luego de que el líder opositor Alekséi Navalny calificara el acto como "poesía posmoderna” mientras políticos cercanos a Putin compararon a los raperos con criminales de la clase “más baja”.
El 13 de noviembre, Oxxxymiron liberó su segundo álbum, Gorgorod (en ruso: Горгород) que será el más popular en Rusia durante ese año.
El 28 de junio de 2016, nombran a Oxxxymiron como embajador para la campaña comercial en Rusia de Reebok Classic, una submarca de Reebok. En 2017, Oxxxymiron se convierte en el director ejecutivo de la productora musical rusa Booking Machine, que organiza conciertos y busca nuevos talentos.

### miXXXtape III: Смутное Время (2014-2021)
El 12 de noviembre de 2021, publica miXXXtape III: Смутное Время (Tiempos Turbulentos) que recoge una selección de 36 canciones grabadas durante los años 2014-2021.

### Красота и Уродство - Beauty & Ugliness (2021)
El 1 de diciembre de 2021, vio la luz el tercer álbum de estudio de Oxxxymiron titulado Красота и Уродство (Belleza y Fealdad)  con 22 composiciones.

## Discografía
| - 2011 — Wandering Jew (Вечный жид) - East Mordor (Восточный Мордор) - Tentacles (Тентакли) - Spontaneous Ignition (Спонтанное самовозгорание) - CCTV - Still an MC (До сих пор МС) - Hello from the Bottom (feat. dom!No) (Привет со дна) - Wandering Jew (Вечный жид) - In the bong (В бульбуляторе) - Moralist's fate (Судьба моралиста) - Numbers and Colours (Цифры и цвета) - Russky Cockney - In shit (В говне) - Crocodile Tears (Крокодиловы слёзы) - A Beetle in the Ant Hill (feat. Schokk) (Жук в муравейнике) - 2015 — Gorgorod (Горгород) - Not from the Beginning (Не с начала) - Who had you become (Кем ты стал) - Just a Writer (Всего лишь писатель) - Fucked Up Girl (Девочка-Пиздец) - Interlaced (Переплетено) - Lullaby (Колыбельная) - Butts (Полигон) - On the Eve (Накануне) - Mayor's Word (Слово мэра) - Ivory Tower (Башня из слоновой кости) - On the other side (Где нас нет) - 2012 — miXXXtape I - 2013 — miXXXtape II: Long way home (miXXXtape II: Долгий путь домой) - 2011 — Feast Today and Fast Tomorrow feat. Schokk (То густо, то пусто) - 2011 — East Mordor (Восточный Мордор) - 2011 — Hello from the Bottom feat. dom!No (Привет со дна) - 2011 — My Mentality (Мой менталитет) - 2011 — Russky Cockney - 2012 — Roly-poly Toy (Неваляшка) - 2012 — Ultima Thule feat. Luperkal - 2013 — Darkside feat. Madchild - 2015 — HPL - 2015 — Londongrad (Лондонград) - 2015 — City under Sole (Город под подошвой) - 2017 — Bipolar (Биполярочка) - 2018 — Konstrukt feat. Porchy, May Wave$, Jeembo, Loqiemean, Thomas Mraz, Tveth, Souloud, Markul - 2014 — Earth Burns (Porchy feat. Oxxxymiron) - 2014 — I'm Bored with Life (LSP feat. Oxxxymiron) (Мне скучно жить) - 2015 — Breathless (Jacques Anthony feat. Oxxxymiron) (Бездыханным) - 2017 — Fata Morgana (Markul feat. Oxxxymiron) - 2018 — Gorsvet (Loqiemean feat. Oxxxymiron) (Горсвет) - 2018 — Stereocoma (Thomas Mraz feat. Oxxxymiron) - 2018 — Tabasco (Porchy feat. Oxxxymiron) | - 2008 — Rudeboi Mixtape (Ganz's mixtape) - 2008 — II level\Download or die (Dandy's mixtape) (II уровень\Скачай или умри) - 2008 — 4 Me Dogs (At-Side's mixtape) - 2008 — Gemischte Tüte (Twi$terBeats' album) - 2009 — Mixtape King Vol. 2 (SD's mixtape) - 2009 — New Beef On The Block (Schokk's mixtape) - 2009 — Emancipation EP (Jahna Sebastian's EP) - 2010 — Chronicles of London (Tribe's mixtape) (Хроники Лондона) - 2010 — Schizzo (Schokk's mixtape) - 2011 — Retrospective (Grozny's album) - 2011 — Operation Payback (Schokk's mini tape) - 2011 — From the Big Road (Schokk's album) (С большой дороги) - 2011 — Measured Rap (Markul's mixtape) - 2013 — Brooklyn Dubz (I1's mini tape) - 2015 — On Real Events (Rigos' & Bluntcath's album) (На реальных событиях) - 2015 — Magic City (LSP's album) - 2015 — Breathless (Jacques Anthony's album) (Бездыханным) - 2016 — King Midas (Porchy's mixtape) - 2016 — My Little Dead Boy (Loqiemean's album) - 2017 — Horizon of Events (Bi-2's album) (Горизонт событий) - 2017 — Terrarium (Ka-tet's EP) (Террариум) - 2008 — I'm a Hater (Я хейтер) - 2011 — Feast Today and Fast Tomorrow feat. Schokk (То густо, то пусто) - 2011 — Russky Cockney - 2011 — Still Water feat. Markul (В тихом омуте) - 2012 — Gremlin's Little Song (Песенка Гремлина) - 2012 — Lie Detector (Детектор лжи) - 2012 — Otherworldly (Не от мира сего) - 2012 — Life Signs (Признаки жизни) - 2013 — XXX Shop feat. Chronz, Porchy - 2013 — Bigger Ben feat. OHRA (Больше Бена) - 2013 — Chitinous Carapace (Хитиновый покров) - 2013 — Drake Passage (Пролив Дрейка) - 2013 — Honestly (I1 feat. Oxxxymiron) (Честно) - 2015 — Deja vu (Rigos feat. Oxxxymiron) (Дежавю) - 2015 — Roly-poly toy, video no publicado grabado en 2012 (Неваляшка) - 2015 — Madness (LSP feat. Oxxxymiron) (Безумие) - 2015 — Londongrad (Лондонград) - 2015 — City under Sole (Город под подошвой) - 2017 — IMPERIVM - 2017 — Fata Morgana (Markul feat. Oxxxymiron) - 2017 — Time to Go Home (Bi-2 feat. Oxxxymiron) (Пора возвращаться домой) - 2017 — Progress Engine (Ka-tet feat. Oxxxymiron) (Машина прогресса) - 2018 — Breathless, video no publicado grabado en 2015 (Jacques Anthony feat. Oxxxymiron) (Бездыханным) - 2018 — Konstrukt feat. Porchy, May Wave$, Jeembo, Loqiemean, Thomas Mraz, Tveth, Souloud, Markul |